# متلازمة وسادة العقب
متلازمة وسادة العقب (بالإنجليزية: Heel pad syndrome)‏ هو ألمٌ يحدث في وسط العَقِب، وغالبًا يكون بسبب ضمورٍ في الوسادة الدهنية التي تكون العَقِب. توجد عدة عوامل خطر وتتضمن السمنة. هناك حالاتٌ أخرى تمتلك أعراضٌ مشابهة ومنها التهاب اللفافة الأخمصية. علاج الحالة يتضمن الراحة، واستعمال الأدوية، وكؤوس العَقِب. يُصبح حدوث هذه المتلازمة أكثر شيوعًا مع التقدم في العمر.

## العلامات والأعراض
يُوجد عددٌ من الأعراض والعلامات، وتتضمن:
- ألمٌ في العقِب، عادة في المنتصف. هذا يتناقض مباشرةً مع ألم اللفافة الأخمصية أو ألم مهماز العقب الذي يحصل في مٌقدمة العَقِب وليس في المنتصف.
- الألم عادة ما يكون عميقًا ومُضجرًا يشبه الكدمات.
- عند الضغط بالإبهام في وسط العَقِب، فإنَّ العَقب يجب أن يُعيد إنشاء الألم.
- يُمكن أن تُعزى الحالة في كثيرٍ من الأحيان إلى ضربةٍ على العقب، مثل الهبوط بقوة على سطحٍ صلب والشخص حافي القدمين، أو القفز في أحذية ذات عقبٍ صلب، أو الدوس على الحجارة أثناء الركض.
- يتفاقم الألم عن طريق المشي حافيَ القدمين على الأسطح الصلبة مثل بلاط السيراميك والخرسانة والأرضيات الصلبة وغيرها.

## التشخيص
يُعتبر التهاب اللفافة الأخمصية أهم تشخيص تفريقي لمتلازمة وسادة العَقِب. في متلازمة وسادة العقب تكون جمع أجزاء العَقِب مؤلمة عند الضغط أما في التهاب اللفافة الأخمصية فإنَّ الجزء القريب من أصابع القدم يكون كذلك فقط.

## العلاج
العلاج اليدوي والتمارين الرياضية لها فعاليةٌ أفضل على المدى الطويل أكثر من العوامل الفيزيائية الكهربية، كما يُعتبر تمرينًا للوظيفة ولكن ليس للألم. من الأفضل أن يُركز العلاج اليدوي والتمرين على تمديد اللفافة الأخمصية.
يظهر أنَّ تركيبات تقويم القدم لا تُساعد في ألم العَقِب.